# Idoménée

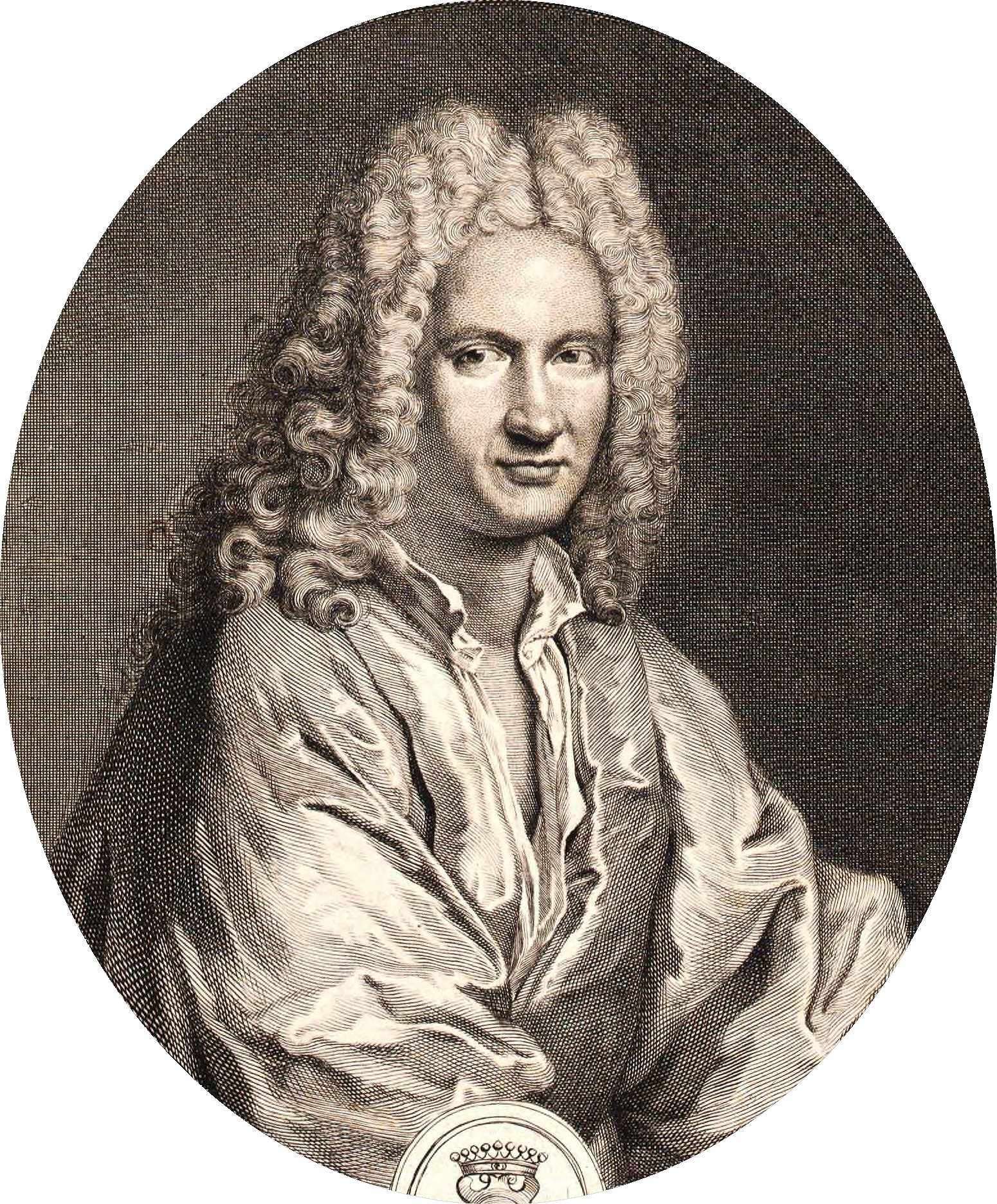
André Campra

Idoménée är en fransk opera i en prolog och fem akter med musik av André Campra och libretto av Antoine Danchet efter en pjäs av Prosper Jolyot de Crébillon.

## Historia
Historien om Idomeneus, fadern som tvingas offra ett barn, har varit ett mycket använt operatema under musikhistorien. Antoine Danchet byggde sitt libretto på Crébillons succéartade pjäs från 1705 i vilken myten om Idomeneus har utökats med en rivalitet mellan fader och son över Iliones kärlek. Till detta lade Danchet till Elektras svartsjuka kärlek till Idamante.
Operans prolog tjänar denna gång inte som en isolerad ärebetygelse till någon kunglighet, utan har en direkt bäring till operans handling. Operan uruppfördes den 12 januari 1712 på Théâtre du Palais-Royal i Paris.

## Personer
- Idoménée (Idomeneus) (basbaryton)
- Eole (Aiolos) (basbaryton)
- Idamante (haute-contre)
- Ilione (sopran)
- Arcas (Arkas) (haute-contre)
- Dircé (Dirke) (sopran)
- Neptune (Neptunus) (basbaryton)
- Electre (Elektra) (sopran)
- Vénus (Venus) (sopran)
- Vénus följeslagerska (sopran)

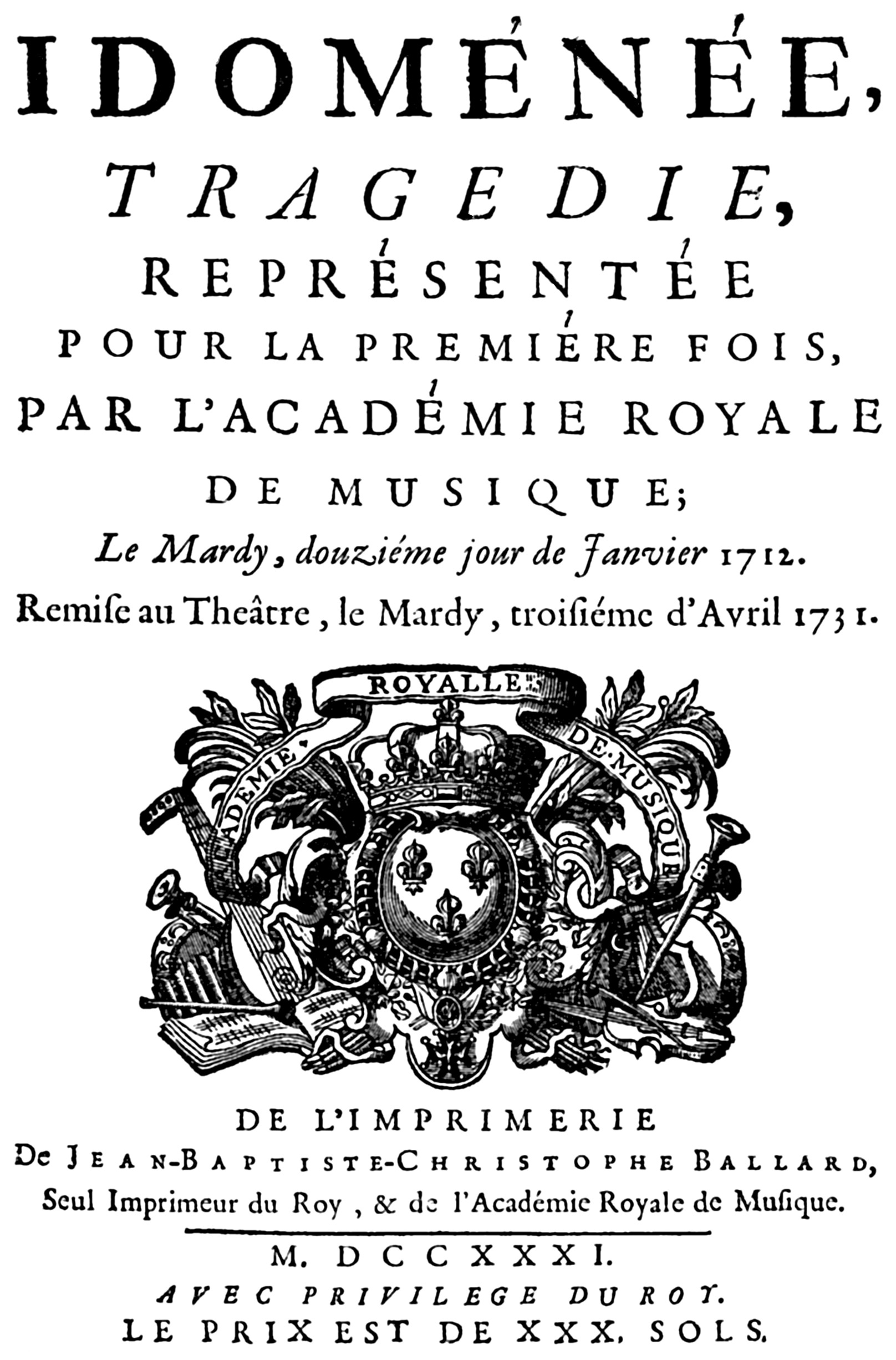
Titelsida till Idoménée vid nyuppsättningen 1731.

- Två havsgudinnor/Två herdinnor (sopraner)
- Protée (Proteus) (basbaryton)
- Svartsjukan/Némésis (Nemesis) (tenor)
- En kvinna från Kreta (sopran)
- En herdinna Another (sopran)

## Handling

### Prolog
De olika vindarna ber Eole att lösgöra dem från de klippor till vilka de är fjättrade. Vénus anländer och ber vindarna att orsaka en storm för att straffa kung Idoménée av Kreta för hans nederlag mot Troja. När vindarna har släppts fria gör de som hon har befallt.

### Akt I
På ön Kreta befinner sig den tillfångatagna trojanska prinsessan Ilione. Hon sjunger om sin kärlek för Idoménées son Idamante. Han kommer in och säger att han har beslutat att frige hennes trojanska landsmän på grund av sin kärlek till henne. Mitt i glädjen kommer det nyheter att Idoménée har försvunnit till havs. Grekiskan Electre älskar också Idamante och uttrycker sin svartsjuka och hämndbegär.

### Akt II
Under en hemsk storm vid Kretas kust stiger Neptune upp från havet och lugnar vågorna. Idoménée bekänner att han har lovat Neptune att han ska offra den förste person som han möter. Olyckligtvis visar det sig vara hans son Idamante och han varnar sonen för att närma sig. Den frustrerade Electre åkallar Vénus att förgöra kärleken mellan Ilione och Idamante. Vénus kallar på Svartsjukan att förgifta Idoménées känslor för sonen.

### Akt III
I hamnstaden Kydonia brottas Idoménée med sina svartsjuka tankar mot sonen. Han beslutar att Idamante ska erskortera Electre på hennes resa tillbaka till Argos. När Ilione inträder anklagar Idoménée henne för att älska hans son. Electre gläder sig över den kommande återresan tillsammans med Idamante, men innan de kan resa blåser det upp till storm igen och havsguden Protée visar sig. Han begär att Idoménée håller sitt löfte annars kommer ett havsmonster att anfalla Kreta.

### Akt IV
Ilione är först glad över det lidande som havsmonstret har åstadkommer men fruktar för Idamantes säkerhet. Han kommer sorgsen in och önskar att få dö. Ilione bekänner sin kärlek och berättar för honom att hans fader också älskar henne. Idoménée anländer och ber Idamante att ge sig av efter att ha bett till Neptune om misskund. Nyheten kommer att Idamante har besegrat havsmonstret. Idoménée ger upp anspråken på Ilione och ger upp tronen för sonens skull.

### Akt V
Electre är oberörd inför det lyckliga slutet och svär att väcka Neptunes vrede än en gång. Idoménée ska just ledsaga sonen till tronen då ett fruktansvärt oväsen hörs och Nemesis, hämndgudinnan, uppenbarar sig från underjorden. Idoménée blir galen och dödar sonen. När galenskapen släpper och han inser vad han gjort försöker han begå självmord men Ilione säger att hans straff kommer att bli att tvingas leva.